# Patryk Kuchczyński
Patryk Kuchczyński, poljski rokometaš, * 17. marec 1983, Gdynia.
Leta 2010 je na evropskem rokometnem prvenstvu s poljsko reprezentanco osvojil 4. mesto.